# Trichocladus ellipticus
Trichocladus ellipticus là một loài thực vật có hoa trong họ Hamamelidaceae. Loài này được Eckl. & Zeyh. miêu tả khoa học đầu tiên năm 1837.